# Tranvia Mantova-Asola
La tranvia Mantova-Asola era una linea tranviaria interurbana, della rete provinciale mantovana, che collegò il capoluogo ad Asola tra il 1886 e il 1933.

## Storia
Sin dai primi anni Ottanta del XIX secolo in provincia di Mantova vi fu un dibattito sull'opportunità di costruire linee tranviarie nella provincia. La seduta del consiglio provinciale del 19 aprile 1880 aveva indicato la possibilità di costruire le guidovie Mantova-Asola, Mantova-Castiglione, Mantova-Ostiglia e Mantova-Viadana. A costruire le linee fu la belga Société Anonyme d'Entreprise Generale de Travaux (EGT), che nel 1882 aveva aperto la tratta Brescia-Montichiari-Castiglione delle Stiviere della linea Brescia-Mantova-Ostiglia.

### Esercizio a vapore e trazione ad accumulatori
Nel marzo 1886 fu annunciata l'imminente apertura dei primi tronchi delle linee per Asola e Viadana: il successivo 17 aprile fu inaugurata la tratta Mantova (casello 1)-Gazoldo degli Ippoliti della linea per Asola, ufficialmente inaugurata domenica 1º agosto 1886; tale casello provvisorio, in legno, sorgeva appena fuori dalla Porta Belfiore e fu realizzato quale attestamento provvisorio in attesa di ricevere il nulla osta dalla Rete Adriatica per l'attraversamento a livello delle tre ferrovie esistenti: il 28 dicembre 1887 la linea poté essere prolungata dal casello 1 alla stazione di Mantova Ognissanti, ov'era raccordata con la tranvia Brescia-Mantova-Ostiglia.
Le "guidovie a vapore" per Asola e Viadana furono inizialmente gestite dall'impresa Valentini e Mazzorin, partecipata dalla banca Zaccaria Pisa e titolare della concessione per la costruzione e l'esercizio di entrambe le linee, la quale era già stata impegnata nella costruzione della ferrovia Suzzara-Ferrara; nel 1906 le stesse furono prese in carico dall'amministrazione provinciale.
Con Regio decreto n. 6147 del 20 agosto 1913 fu approvato il progetto presentato dalla direzione delle tranvie il precedente 21 maggio relativo al potenziamento degli impianti, consistente nella realizzazione di alcuni fabbricati viaggiatori e al miglioramento degli accessi ad altri impianti.
La linea per Asola era stata concepita come prima tratta di una linea tranviaria che avrebbe dovuto congiungersi con la tranvia Cremona-Ostiano, permettendo alla rete tranviaria provinciale di Cremona di avere un ulteriore collegamento con la rete mantovana oltre a quello già esistente a Ponte Majocche, sulla tranvia Mantova-Viadana. Motivazioni economiche dovute allo scoppio della guerra di Libia e alla prima guerra mondiale rinviarono il progetto per anni: solo nel 1929 Cremona fu congiunta ad Asola attraverso una tranvia che si diramava a Montanara dalla esistente linea per Ostiano.
Un altro progetto, realizzatosi solo nel 1930, prevedeva un collegamento celere tra la rete tranviaria piacentina, gestita dalla SIFT, la rete cremonese, quella mantovana e Desenzano del Garda (situata su una diramazione della Brescia-Mantova-Ostiglia): tale relazione fu attuata con la costruzione della tranvia Medole-Casaloldo, lunga 10 km, che da Casaloldo (sulla Mantova-Asola), passando per Castel Goffredo, raggiungeva Medole (sulla Brescia-Mantova).
La grande depressione scatenata dal crollo della Borsa di New York toccò duramente le linee mantovane, situate in un contesto economico caratterizzato dall'assenza di grandi industrie e da un'agricoltura fiorente, che condizionava il settore commerciale e di conseguenza i trasporti tranviari.
Dal 1927 furono introdotte in servizio automotrici ad accumulatori, che permisero da un lato di migliorare il servizio, ma che si rivelarono anche fonti di difficoltà: la stazione di ricarica delle batterie si trovava a Mantova, e quindi non era possibile assicurare la coincidenza ad Asola con tutte le corse delle Tramvie Provinciali Cremonesi.

### Il servizio urbano
Frattanto, nel 1925, la presenza delle tranvie per Asola e Viadana consentì di costruire due nuove linee elettrificate a carattere suburbano da Mantova fino alle Grazie, che integrava la rete tranviaria di Mantova servendo la località Angeli e a Montanara lungo la strada Dosso del Corso che ospitava la tranvia per Viadana); una terza linea fu attivata nel 1928 per il collegamento con l'allora nuovo ospedale del Pompilio.
La tratta di penetrazione urbana, costituita da un binario appositamente costruito lungo il corso Vittorio Emanuele II fino al capolinea di piazza Cavallotti era lunga 700 metri e risultava comune alle tre relazioni per Grazie, Montanara e Pompilio; tali opere furono autorizzate con Regio decreto n. 2232 del 5 novembre 1925. Tutte le linee erano elettrificate con linea aerea sorretta da pali tubolari Mannesmann.
Nel 1926 l'impresa di gestione assunse la denominazione di Tranvie Provinciali Mantovane (TPM) e successivamente quella di Tramvie Elettriche Mantovane (TEM) fino al 1953. L'ultima corsa è fatta risalire dagli autori al 23 maggio o alla mattina del 30 maggio 1953.
Anche così ammodernato il servizio era destinato però a non durare molto: nel 1933 furono istituite corse con autobus integrative e sostitutive del servizio tranviario anche sulla Mantova-Ostiglia e nel medesimo anno anche le corse per i capolinea di Asola e Viadana vennero autosostituite a cura della Lazzi e Govigli; la tranvia per Asola chiuse il 1º ottobre 1933, sostituita da autobus della stessa impresa. Parte dell'armamento fu riutilizzata l'anno dopo per il rinnovo del binario per Casalmaggiore e Ostiano delle TPC.
Le tratta elettrificata fino a Grazie rimase in esercizio fino al 1953, anno di definitiva soppressione della rete.

## Caratteristiche
|  | Unknown route-map component "uexKBHFa" |

|  | Unknown route-map component "uexBHF" |

| Unknown route-map component "uexCONTgq" | Unknown route-map component "uexKRZ" | Unknown route-map component "uexCONTfq" |

| Unknown route-map component "CONTgq" | Unknown route-map component "uxmKRZ" | Unknown route-map component "CONTfq" |

|  | Unknown route-map component "uexBHF" |

|  | Unknown route-map component "uexBHF" |

|  | Unknown route-map component "uexABZgl" | Unknown route-map component "uexCONTfq" |

|  | Unknown route-map component "uexHST" |

|  | Unknown route-map component "uexHST" |

|  | Unknown route-map component "uexBHF" |

|  | Unknown route-map component "uexHST" |

|  | Unknown route-map component "uexBHF" |

|  | Unknown route-map component "uexBHF" |

|  | Unknown route-map component "uexHST" |

|  | Unknown route-map component "uexBHF" |

|  | Unknown route-map component "uexHST" |

|  | Unknown route-map component "uexBHF" |

|  | Unknown route-map component "uexHST" |

|  | Unknown route-map component "uexBHF" |

|  | Unknown route-map component "uexBHF" |

|  | Unknown route-map component "uexBHF" |

| Unknown route-map component "uexCONTgq" | Unknown route-map component "uexABZgr" |  |

|  | Unknown route-map component "uexBHF" |

|  | Unknown route-map component "uexBHF" |

| Unused urban continuation forward |

La linea tranviaria era a scartamento normale di 1445 mm, e si sviluppava per 36,410 km, di cui 5,320 in sede propria. La pendenza massima era di 20 mm/m e il raggio minimo delle curve era di 50 m. La velocità massima consentita era di 30 km/h per i tram a vapore e di 40 km/h per le automotrici elettriche.

### Percorso
Partiti dalla centrale piazza Cavallotti i tram elettrici percorrevano corso Vittorio Emanuele II, raggiungendo così il capolinea originario del servizio a vapore presso la chiesa di Ognissanti. Oltrepassata la Porta Pradella il binario tranviario imboccava dunque via Cremona (strada provinciale 10), che veniva seguita mantenendosi dunque parallelo al Mincio. Superato il cimitero monumentale si raggiungeva così la località Grazie di Curtatone, capolinea del servizio suburbano a trazione elettrica.
I tram a vapore svoltavano dunque verso nord imboccando la provinciale 1 e attraversando i paesi di Rivalta e Rodigo, intersecando la provinciale 17 poco prima di raggiungere Gazoldo degli Ippoliti. Oltrepassata anche Piubega, si raggiungeva la stazione di diramazione di Casaloldo e, da qui, il centro di Asola, che veniva attraversato fino a raggiungere la stazione ferroviaria e la tranvia per Cremona.

## Materiale rotabile
Sulle tranvie mantovane prestarono servizio inizialmente sette locomotive a vapore a due assi di tipo tranviario, costruite nel 1885 dalla Maffei. Ad esse si aggiunsero tra il 1889 e il 1908 altre tre locomotive di tipo analogo, sempre di costruzione Maffei.
Tra il 1927 e il 1928 entrarono in servizio quattro automotrici a carrelli ad accumulatori, costruite dalla milanese Rognini & Balbo con parte elettrica del Tecnomasio Italiano Brown Boveri. Tali automotrici potevano trasportare 70 persone e raggiungere una velocità massima di 40 km/h. Le prime due unità erano di nuova costruzione, mentre le seconde riusultavano dalla ricostruzione di altrettante rimorchiate a carrelli. Chiuse le tranvie mantovane, furono cedute nel 1935 alla tranvia Monza-Trezzo-Bergamo, dove restarono in servizio sino al 1958.
Il materiale rimorchiato in servizio sulla rete delle Tranvie Provinciali Mantovane consisteva in 24 carrozze a due assi, due carrozze a carrelli (da impiegare con le automotrici Rognini & Balbo), 40 carri merce chiusi e 67 carri merce aperti.
Per il servizio suburbano Mantova-Grazie, la TEM impiegò alcune elettromotrici di costruzione Edison acquistate usate dall'ATM di Milano, immediatamente riconoscibili anche per l'originaria presenza della presa di corrente ad archetto.

### Materiale motore - prospetto di sintesi
| Unità          | Anno di costruzione | Costruttore        | N. costruzione | Tipo                        | Note            |
| -------------- | ------------------- | ------------------ | -------------- | --------------------------- | --------------- |
| 1 - Mantova    | 1885                | Maffei             | 1391           | a 2 assi                    |                 |
| 2 - Virgilio   | 1885                | Maffei             | 1392           | a 2 assi                    |                 |
| 3 - Belfiore   | 1885                | Maffei             | 1393           | a 2 assi                    |                 |
| 4 - Montanara  | 1885                | Maffei             | 1394           | a 2 assi                    |                 |
| 5 - Curtatone  | 1885                | Maffei             | 1395           | a 2 assi                    |                 |
| 6 - Viadana    | 1885                | Maffei             | 1396           | a 2 assi                    |                 |
| 7 - Asola      | 1885                | Maffei             | 1397           | a 2 assi                    |                 |
| 8 - Pomponazzi | 1889                | Maffei             | 1505           | a 2 assi                    |                 |
| 9 - Sordello   | 1908                | Maffei             | 2852           | a 2 assi                    |                 |
| 10 - Mincio    | 1908                | Maffei             | 2853           | a 2 assi                    |                 |
| 1÷4            | 1927                | Rognini&Balbo-TIBB |                | Automotrici ad accumulatori | cedute alla MTB |